# Tennis Masters Cup 2008
Masters Cup 2008 (англ. Tennis Masters Cup Shanghai 2008) — турнир сильнейших теннисистов, завершающий сезон ATP. В 2008 году проходит 39-е по счёту соревнование для одиночных игроков и 33-е для парных. Традиционно турнир проводится поздней осенью — в этом году с 9 по 16 ноября на кортах Qizhong Forest Sports City Arena в китайском Шанхае, которая принимает его четвёртый год подряд.
Прошлогодние победители:
- одиночки —  Роджер Федерер
- пары —  Даниэль Нестор /  Даниэль Нестор

## Соревнования

### Одиночные соревнования
Новак Джокович обыграл  Николая Давыденко со счётом 6—1, 7—5.
- Джокович выигрывает 4й титул в сезоне и 11й за карьеру.

### Парные соревнования
Даниэль Нестор /  Ненад Зимонич обыграли  Боба Брайана /  Майка Брайана со счётом 7—6(3), 6—2.
- Нестор выигрывает 5й титул в году и 55й за карьеру.
- Зимонич выигрывает 5й титул в году и 23й за карьеру.
- Нестор во второй раз побеждает на итоговом турнире.
- Зимонич впервые побеждает на итоговом турнире.